# Mk 14 EBR
Mk 14 Enhanced Battle Rifle (EBR) je samonabíjecí puška pro přesnou střelbu kalibru 7,62 × 51 mm NATO.
Jedná se o upravenou a vylepšenou verzi bitevní pušky typu M14, užívané americkými ozbrojenými silami, původně vzniklou pro jednotky podřízené velitelství speciálních operací Spojených států, jako jsou Navy SEALs a Delta Force.
Tyto pušky jsou navržené pro použití ve výzbroji vybraných střelců i pěšáků. Od roku 2010 dala Armáda Spojených států k dispozici pušky M14 EBR-RI pěším četám nasazeným v Afghánistánu. Verze M14 EBR-RI má 560 mm dlouhou hlaveň; tím se liší od ostatních variant Mk 14 Mod 0 nebo Mod 1.